# Regina Weber
Regina Weber (Winsen, 12 aprile 1963) è un'ex ginnasta tedesca medaglia di bronzo nel concorso individuale alle Olimpiadi di Los Angeles 1984, edizione dei Giochi che vide il debutto della ginnastica ritmica tra gli sport olimpici. È l'unica ginnasta tedesca ad avere vinto una medaglia olimpica nella ritmica.

## Biografia

### Carriera
Weber partecipò ai suoi primi campionati mondiali giungendo decima a Monaco di Baviera 1981, migliorandosi ai successivi mondiali di Strasburgo 1983 dove si piazzò ottava.
Prese parte alle Olimpiadi di Los Angeles 1984 con la concreta possibilità di lottare per il podio, data la contemporanea assenza delle migliori atlete provenienti dal blocco sovietico (in primis le sovietiche e le bulgare) che boicottò i Giochi. Alla fine Weber vinse la medaglia di bronzo nel concorso individuale col punteggio 57.700, posizionandosi dietro la rumena Doina Stăiculescu (57.900) e la canadese Lori Fung (57.950).
Fece la sua ultima apparizione nel corso dei Mondiali di Varna 1987 terminando al dodicesimo posto il concorso individuale. Vanta 6 titoli nazionali tedeschi vinti consecutivamente dal 1981 al 1986.

### Vita privata
Regina Weber è sposata con l'ex calciatore senegalese Souleyman Sané, dal quale ha avuto i figli Kim, Leroy e Sidi. È la realizzatrice di una collezione di abbigliamento sportivo che vende insieme al marito.

## Palmarès
- Giochi olimpici

Los Angeles 1984: bronzo nel concorso individuale.